# فیلم در ۲۰۰۲
فیلم در ۲۰۰۲ فیلم‌های پخش شده و اتفاقات سینمایی در ۲۰۰۲ را شامل می‌شود.

## پرفروش‌ترین فیلم‌ها
ده فیلم پرفروش جهانی در ۲۰۰۲:
| رتبه | عنوان                               | پخش‌کننده         | فروش جهانی   |
| ---- | ----------------------------------- | ---------------- | ------------ |
| ۱    | ارباب حلقه‌ها: دو برج                | نیولاین          | $936,689,735 |
| ۲    | هری پاتر و تالار اسرار              | برادران وارنر    | $878,979,634 |
| ۳    | مرد عنکبوتی                         | سونی             | $821,708,551 |
| ۴    | جنگ ستارگان: قسمت دوم - حمله کلون‌ها | فاکس قرن بیستم   | $653,741,940 |
| ۵    | مردان سیاه‌پوش ۲                     | سونی             | $441,818,803 |
| ۶    | روزی دیگر بمیر                      | مترو گلدوین مایر | $431,971,116 |
| ۷    | نشانه‌ها                             | دیزنی            | $408,247,917 |
| ۸    | عصر یخبندان                         | فاکس قرن بیستم   | $383,257,136 |
| ۹    | عروسی یونانی پرریخت‌وپاش و بزرگ من   | آی‌اف‌سی فیلمز     | $368,744,044 |
| ۱۰   | گزارش اقلیت                         | فاکس قرن بیستم   | $358,372,926 |